# Vasil Levski, Tărgoviște
Vasil Levski (în bulgară Васил Левски) este un sat în comuna Tărgoviște, regiunea Tărgoviște,  Bulgaria. 

## Demografie
Componența etnică a satului Vasil Levski
     Turci (13,23%)
     Bulgari (75,21%)
     Romi (10,42%)
     Nicio identificare (1,12%)
La recensământul din 2011, populația satului Vasil Levski era de 355 locuitori. Din punct de vedere etnic, majoritatea locuitorilor (75,21%) erau bulgari, existând și minorități de turci (13,23%) și romi (10,42%). Pentru 1,12% din locuitori nu este cunoscută apartenența etnică.